# 克里斯多福·李
克里斯多福·弗蘭克·卡蘭迪尼·李爵士，CBE，CStJ（英語：Sir Christopher Frank Carandini Lee，1922年5月27日—2015年6月7日），生於英國英格蘭倫敦，男演員、歌手。
克里斯多福·李飾演的角色大多是反派人物，代表角色包括：吸血鬼德古拉伯爵（Count Dracula）、1969年The Castle of Fu Manchu 的傅滿洲，1973年The Wicker Man中的Lord Summerisle、007電影中的金槍客法蘭西斯哥·史卡拉曼（Francisco Scaramanga）、《星際大戰》系列中的杜酷伯爵（Count Dooku）、魔戒電影三部曲和霍比特人电影系列的薩魯曼、巴基斯坦的建立者穆罕默德·阿里·真納、《查理與巧克力工廠》中演出威爾伯·旺卡。
195.6公分的身高使他與其他幾位演員名列《金氏世界紀錄大全》的「世界最高主角演員」。因為在電影及慈善事業上的表現，2009年獲得英國皇室授與下級勳位爵士。
在演藝事業之外，克里斯多福·李的音樂才能也廣為人知，在1986年至1998年間，曾參與歌劇及歌唱劇等不同形式的音樂演出。2004年起，參加狂想曲樂團（Rhapsody of Fire），担任旁白與主音。2010年，推出第一張個人交響金屬專輯《Charlemagne: by the sword and the cross》，時年88歲。於2014年12月推出新作《A Heavy Metal Christmas》，時年92歲。因此成為世界紀錄裡最年長的重金屬音樂歌手。
2015年6月7日，克里斯多福·李在英國病逝，終年93歲。

## 早年
克里斯多福·李出生於大倫敦西敏市的貝爾戈維亞，父親為皇家來福槍部隊隊員兼英國陸軍中校杰弗里·特洛特普·李（1879-1941），母親為女伯爵愛斯特爾·瑪麗（1889-1981）。他的曾祖父是一名政治難民，曾祖母是英籍歌劇演唱家瑪麗·卡蘭迪尼。他有一個姐姐，名為艾克桑德拉·卡蘭迪尼·李（1917-2002）。
他的父母於他4歲時分居。在此期間，他的母親帶他和他的姐姐到瑞士溫根。在2年後正式離婚。
在被錄入特里特的費舍爾學院後，他上演了他人生的第一部歌劇《名字古怪的小矮人兒》。
回到倫敦後，他又於倫敦女王大道的瓦格納私人學院學習，而他的母親與銀行家兼伊恩·佛萊明（《占士·邦》小說系列的作者）的舅舅哈考特·喬治結婚，這使得佛萊明在法律的關係上成為了他的表兄。
遷居於富勒姆的新家庭與英國當時很有名的默劇演員艾瑞克·馬圖林是鄰居。
有一晚，克里斯多福被費利克斯·尤蘇波夫親王與德米特里·巴甫洛维奇大公（也就是格里高利·叶菲莫维奇·拉斯普京的刺殺者）發掘，於是他便在他們手下獻藝多年。
他在9歲的時候被送到位於牛津北的薩姆菲爾德預備學校（通常這里的學生升學後會入讀伊頓公學）。他仍未忘記在學校參加表演，儘管“這榮譽理應如帕特里克·麥克尼（所得到的）一樣”。
克里斯多福曾在訪問怪談作家M·R·詹姆斯時，向他當面申請伊頓公學的獎學金。而六十年後，他在BBC中演出過M·R·詹姆斯的部分故事。
他糟糕的數學讓他排到了第十一名，由於差一步，便拿不到英皇獎學金，而且在升學時，他的繼父並不預備給他足夠的資金上伊頓公學，於是克里斯多福轉向威靈頓公学學習，但仍然不會影響到他對西洋古典學在古希臘語與拉丁語的研究，並且從中獲得獎學金。
除了在“一些地方”，他並不會在威靈頓學院里面演出。
作為一名“合格”的擊球手、擊劍手和板球手，他對曲棍球、足球、橄欖球和拳擊等運動卻無力施展。
非常不喜歡“被閱兵”和武器訓練，而且每次在模擬戰里面都想方設法地儘快去“裝死”。
雖然他同意“由於符合邏輯，因此可以接受”的破戒懲罰觀，然而他經常被體罰，包括他在威靈頓參加一次“Being Beaten too Often”（抗議活動）時也受到了這種待遇。

## 戰爭時代
在他17歲的夏天，即1939年，因為他的繼父破產並欠款25000英鎊，於是他們離開了威靈頓。在此期間他與母親在羅斯（位於康沃爾郡的一個小鎮）失散，為了維生，他就去尋找工作。他的妹妹在之前已經找到了在英國養老金委員會教堂的一份關於秘書工作，然而在大多數僱主休憩的夏季，他想找到一份工作是不可能的，便去他妹妹和她朋友度假的蔚藍海岸，正巧在中途與他在羅斯的朋友，旅行家韋伯·米勒相遇，並短暫停留在巴黎，目睹了最後一位在巴黎公眾面前處決的犯人欧根讷·魏特曼。到了芒通，他和流亡的俄羅斯皇室旁氏血系馬基洛夫一家一起居住。儘管，原本他後來是安排好在他妹妹回來後他仍然待在芒通一段時間，歐洲卻已經陷入第二次世界大戰的邊緣，於是便立即趕回倫敦，找到了一份在美國航運的辦公文員工作。
冬季戰爭打響時，克里斯多福志願成為了支援芬蘭的外籍兵。雖然他和其他英國的志願兵遠離了熱戰，但是他們為前線派發了冬日裝備，保證了後場的安全。兩周后，他們就完成了他們的任務，并回到了各自的家鄉。
回到工作崗位上的的克里斯多福發現他的工作更加令人滿意，且自我感覺到他很有建樹。但在1940年早期，他跳槽到英國必成公司，繼續做辦公文員，之後轉職為交換台話務員。
當英國必成公司遷出倫敦，他就加入了英國國民軍。而克里斯多福的父親因在冬季患上雙側性肺炎，且在1941年3月12日逝世。克里斯多福頓時意識到他並沒有注意父親的想法，於是在他仍然有選擇服役的機會下，轉入到英國皇家空軍。
克里斯多福因訓練緣由向位於阿克斯橋的英國皇家空軍站報道情況，之後送到佩恩頓的初級訓練處。經過在利物浦的測試后，英聯邦空軍訓練計劃劃定他將乘太平洋女王號，去往北非，之後再到達目的地南羅德西亞的布拉瓦約。
然而在與德哈維蘭虎蛾機訓練的課程僅剩下兩節時，克里斯多福出現了頭痛與視力模糊等情況，但軍醫不能很確定地診斷出他的視神經的問題，但他被告知他再也不能操控飛行器。感到極度混亂的克里斯多福又遇上當時在薩姆菲爾德預備學校同級的實訓生不幸死亡的事件，於是非常沮喪。他無果的訴求也讓他無事可做。
徘徊于不同的機場后，在1941年12月，克里斯多福到達哈拉雷，參觀馬龍德拉的馬佐埃河大壩、萬基國家公園與大津巴布韋遺址后，便激發起他的生存意志，於是加入了英國皇家空軍情報處。他極力說明他的主觀能動性，結果加入了英國南非警察，在哈拉雷監獄當獄吏。不久就被提升到英國空軍二等兵，且被派遣到南非德班，之後乘坐新阿姆斯特丹號到達蘇伊士。
第二次世界大戰期間，加入英國陸軍長距離沙漠群，在北非對抗由德國隆美爾將軍指揮的德意志非洲軍。
戰後，於情報及特種部隊服務的克里斯多福繼續協助追捕納粹戰犯。但基於「保密原則」，他一向不願意談論這段經歷。

## 演艺生涯
在二戰結束後，克里斯多福·李從1948年起開始其電影生涯，其演出作品總計超過250部（多半是反派角色），在近年活耀的英國影星內，只有米高·肯恩能與之比擬。他的第一部作品為1948年的《镜廊》（Corridor of Mirrors），在裡面飾演一個逛夜店的人。1957年克里斯多福在英國鐵鎚公司製作的電影《科學怪人的詛咒》(The Curse of Frankenstein)裡演出科學怪人，該作品大獲成功；接著於1958年推出《吸血伯爵》電影裡飾演吸血鬼德古拉伯爵，此後他前後一共10度飾演德古拉，成為影史上扮演此角色最多的演員。
1974年，他出演007電影《金槍人》(The Man With the Golden Gun)裡的金鎗客。1973年，演出英國經典邪典電影《異教徒》（The Wicker Man）。1977年起，克里斯多福·李赴美發展，演出多部美國電影；他常在蒂姆·波頓執導的電影裡客串，如《斷頭谷》的執法官、《地獄新娘》的葛士威神父、《魔鏡夢遊》的空龍（配音）、《黑影家族》的船長。
2002年他於《星際大戰二部曲：複製人全面進攻》及《星際大戰三部曲：西斯大帝的復仇》中飾演主要反派——分離主義機器人軍團的一號人物杜庫伯爵，拍攝期間年事已高的他在完成一些動作場面時並未使用替身演員。
2001年起，他出演《魔戒電影三部曲》裡的反派白袍巫師薩魯曼；並於2012年的魔戒前傳《哈比人電影系列》再度飾演該角。

## 音乐生涯
2006年，克里斯多福·李正式踏入搖滾音樂圈，發行了一張名叫《天啟》的專輯；2010年，88歲的他發布了第一張重金屬專輯《查理曼大帝：寶劍與十字架》（Charlemagne: by the sword and the cross），2013年發行《查理曼大帝：死亡徵兆》（Charlemagne: The Omens of Death）專輯。2014年5月28日發行《Metal Knight》專輯。

## 个人生活

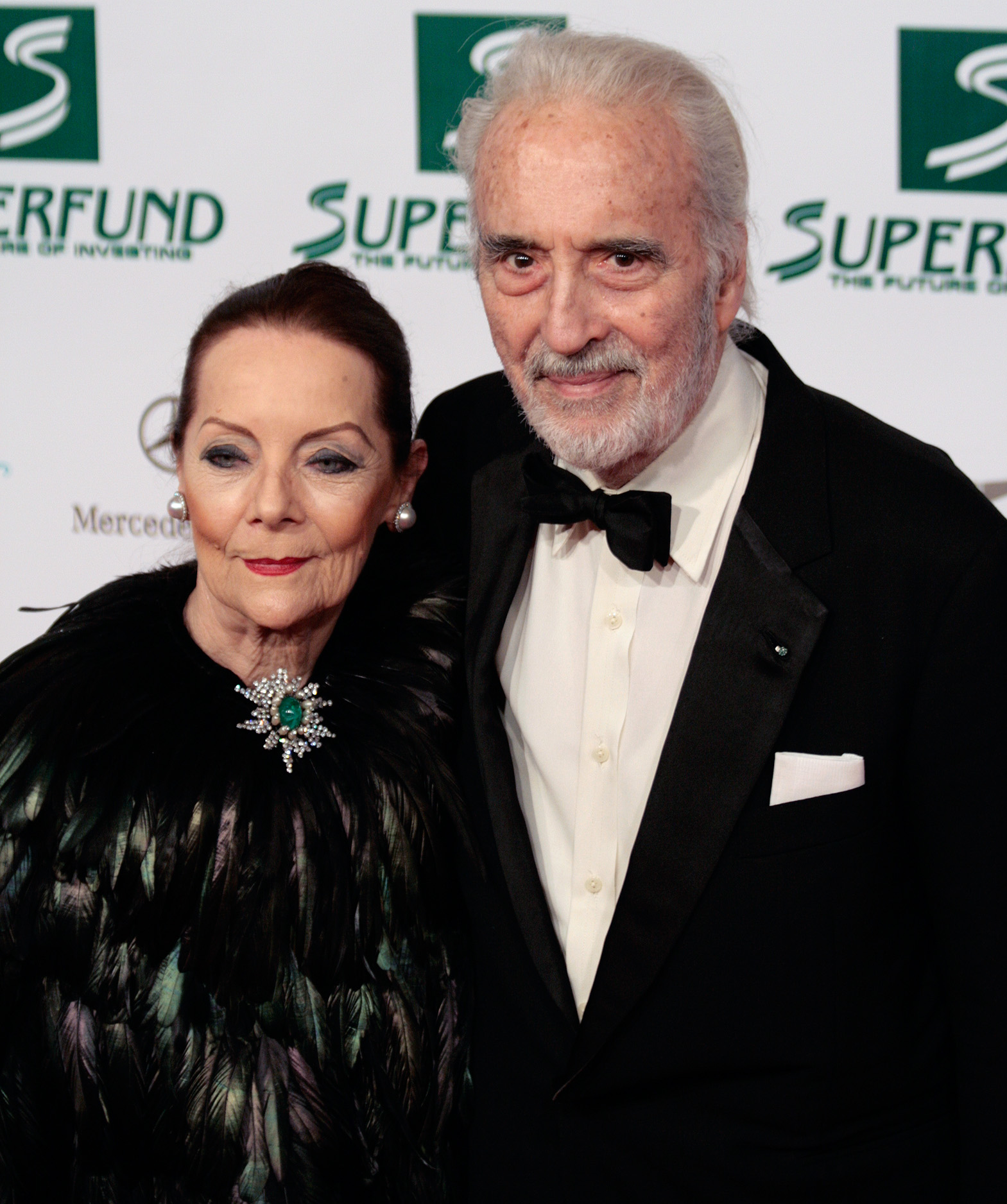
克里斯多福·李（右）和妻子合影，2009年

1961年，與丹麥前模特兒比爾吉特（Birgit Kroencke）結婚，兩人育有一女克里絲蒂娜（Christina）。

## 去世
2015年6月7日，克里斯多福·李因呼吸及心臟疾病於英國倫敦病逝，終年93歲。羅傑·摩爾、彼得·傑克森、伊恩·麥克連和多明尼克·摩納漢等許多影星皆表示悼念。

## 作品列表

### 電影列表
| 年份 | 片名                           | 英文片名                                          | 角色                         | 註   |
| ---- | ------------------------------ | ------------------------------------------------- | ---------------------------- | ---- |
| 1948 | 鏡廊                           | Corridor of Mirrors                               |                              |      |
| 1951 | 七海蛟龍                       | Captain Horatio Hornblower                        |                              |      |
| 1957 | 科學怪人的詛咒                 | The Curse of Frankenstein                         | 科學怪人                     |      |
| 1958 | 吸血伯爵                       | Count Dracula                                     | 德古拉伯爵                   |      |
| 1959 | 木乃伊                         | The Mummy                                         |                              |      |
| 1959 | 巴斯克維爾的獵犬               | The Hound of the Baskervilles                     | 亨利·巴斯克維爾爵士          |      |
| 1960 | 死城                           | The City of the Dead                              |                              |      |
| 1965 | 活屍的城堡                     | Dr. Terror's House of Horrors                     |                              |      |
| 1966 | 拉斯普廷：魔僧                 | Rasputin, the Mad Monk                            | 拉普斯庭                     |      |
| 1968 | 血濺墳場                       | Dracula Has Risen from the Grave                  | 德古拉伯爵                   |      |
| 1970 | 德古拉公爵                     |                                                   | 德古拉伯爵                   |      |
| 1970 | 德古拉印記                     | Scars of Dracula                                  | 德古拉伯爵                   |      |
| 1973 | 豪情三劍客                     | The Three Musketeers                              | Rochefort                    |      |
| 1973 | 異教徒                         | The Wicker Man                                    |                              |      |
| 1974 | 007：金槍人                    | The Man With the Golden Gun                       | 金槍客法蘭西斯哥·史卡拉曼    |      |
| 1976 | 吸血鬼父子                     | Dracula, Pere et Fils                             |                              |      |
| 1977 | 航爆死亡角                     | Airport '77                                       |                              |      |
| 1979 | 一九四一                       | 1941                                              | 納粹軍官                     |      |
| 1985 | 你妹妹是狼人                   | Howling II: Your Sister Is a Werewolf             | Stefan Crosscoe              |      |
| 1987 | 超時空戰士                     | Mio in the Land of Faraway                        | Kato                         |      |
| 1990 | 小精靈2                        | Gremlins 2: The New Batch                         |                              |      |
| 1998 | 真納傳                         | Jinnah                                            | 穆罕默德·阿里·真納           |      |
| 1999 | 斷頭谷                         | Sleepy Hollow                                     | 執法官                       |      |
| 2001 | 魔戒首部曲：魔戒現身           | The Lord of the Rings: The Fellowship of the Ring | 白袍巫師薩魯曼               |      |
| 2002 | 魔戒二部曲：雙城奇謀           | The Lord of the Rings: The Two Towers             | 白袍巫師薩魯曼               |      |
| 2002 | 星際大戰二部曲：複製人全面進攻 | Star Wars Episode II: Attack of the Clones        | 杜庫伯爵                     |      |
| 2003 | 魔戒三部曲：王者再臨           | The Lord of the Rings: The Return of the King     | 白袍巫師薩魯曼               |      |
| 2004 | 赤色追緝令：末日審判           | Crimson Rivers: Angels of the Apocalypse          | 德國文化部長海茵里希·馮·家登 |      |
| 2005 | 星際大戰三部曲：西斯大帝的復仇 | Star Wars Episode III: Revenge of the Sith        | 杜庫伯爵                     |      |
| 2005 | 地獄新娘                       | Corpse Bride                                      | 葛士威神父                   | 配音 |
| 2005 | 巧克力冒險工廠                 | Charlie and the Chocolate Factory                 | 威爾伯·旺卡                  |      |
| 2007 | 黃金羅盤                       | The Golden Compass                                | 教誨權威的第一高議員         |      |
| 2008 | 星際大戰：複製人之戰           | Star Wars: Clone Wars                             | 杜庫伯爵                     | 配音 |
| 2010 | 魔境夢遊                       | Alice in Wonderland                               | 空龍                         | 配音 |
| 2011 | 雨果的冒險                     | Hugo                                              | 書店老闆Monsieur Labisse     |      |
| 2011 | 魔女神兵                       | Season of the Witch                               | Cardinal D'Ambroise          |      |
| 2012 | 黑影家族                       | Dark Shadows                                      | 克拉尼船長                   |      |
| 2012 | 哈比人：意外旅程               | The Hobbit: An Unexpected Journey                 | 白袍巫師薩魯曼               |      |
| 2014 | 哈比人：五軍之戰               | The Hobbit: The Battle of the Five Armies         | 白袍巫師薩魯曼               |      |

## 外部連結
- Official Christopher Lee web site （页面存档备份，存于）
- Christopher Lee on the making of legends and Jinnah （页面存档备份，存于）
- Bizarre Magazine interview （页面存档备份，存于）
- Christopher Lee在互联网电影资料库（IMDb）上的資料（英文）
- Christopher Lee在名人資料庫（NNDB）
- Carandini pedigree
- Concerning his role in The Lord of the Rings movies （页面存档备份，存于）
- Guardian Unlimited Profile （页面存档备份，存于）
- starwars.com interview in which he mentions work with SOE
- Christopher Lee Community （页面存档备份，存于）